# Конь Леонардо да Винчи
Конь Леонардо да Винчи — завершённое, утраченное в XV веке и воссозданное в конце ХХ — начале XXI века крупное скульптурное изображение коня работы Леонардо да Винчи, предназначавшееся для конной статуи миланского герцога Сфорца, существовавшее при жизни Леонардо лишь в виде глиняной модели. Начиная с 1970-х гг. были предприняты попытки реконструкции замысла скульптора, воплощённые в глиняной модели, затем отлитой в бронзе.

## История
В 1482-м году герцог Милана Лодовико Сфорца заказал Леонардо самую большую конную статую в мире, которая должна была стать памятником отцу герцога, Франческо Сфорца. Рост коня составлял 24 фута = 7,4 метра. Спустя 10 лет Леонардо создал лишь глиняную модель, которая была уничтожена французскими солдатами в 1499 году.

## Реконструкции
Начиная со второй половины XX века в США и Италии было предпринято и реализовано несколько попыток воссоздания модели и отливки по ней статуи коня. 
В 1977 году Чарльз Дент (англ. Charles C. Dent (1917-1994), американский авиатор, филантроп, непрофессиональный дипломат и любитель искусства) прочел в сентябрьском выпуске журнала Национального географического общества США статью о загадочной и трагичной истории работы великого итальянского мастера и вскоре начал реконструкцию скульптуры и создал для воплощения идеи некоммерческую организацию Leonardo da Vinci’s Horse, Inc., ("Конь Леонардо да Винчи Инкорпорейтед", англ. сокр. LDVHI). Однако проект оказался слишком затратным как по времени (15 лет), так и по финансированию (в сумме около 2,5 миллионов долларов). В 1994 году Дент умер, так и не увидев завершённую статую, работе по созданию которой отдал последние 17 лет своей жизни, а организацию возглавил его племянник Питер Дент (англ. Peter C. Dent), имевший опыт работы в отделах продаж крупных промышленных компаний и опыт инженера. Новую глиняную модель для отливки создала приглашенная организацией скульптор Нина Акаму (Nina Akamu). В сентябре 1999 отлитая статуя была установлена на ипподроме Сан-Сиро в Милане. 
Другая реконструкция, финансировавшаяся миллиардером Фредериком Мейером, ныне находится в Саду Мейера.

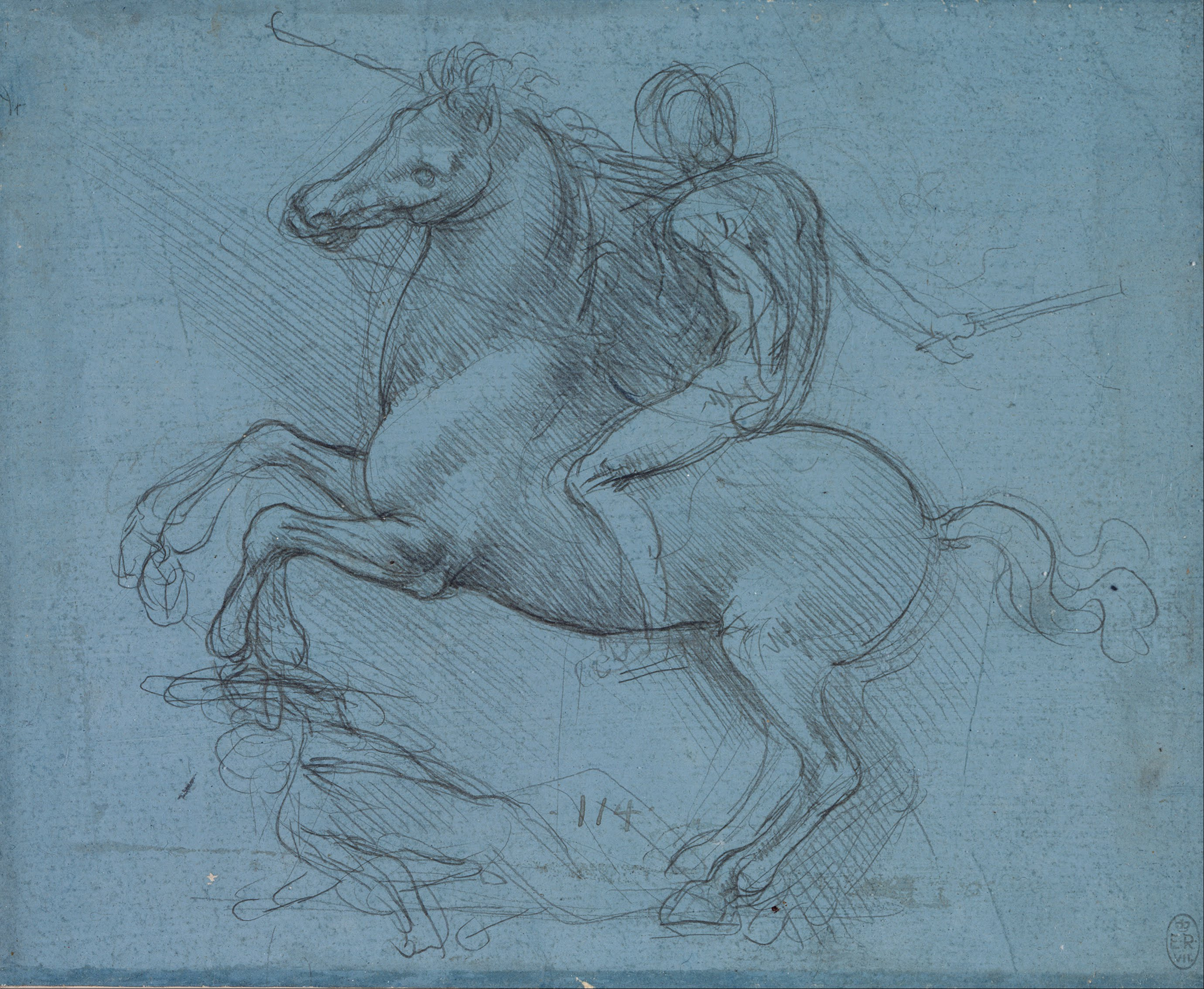
Эскиз памятника Ф. Сфорца. 1482—1493. Бумага, итальянский карандаш. Королевская коллекция, Великобритания
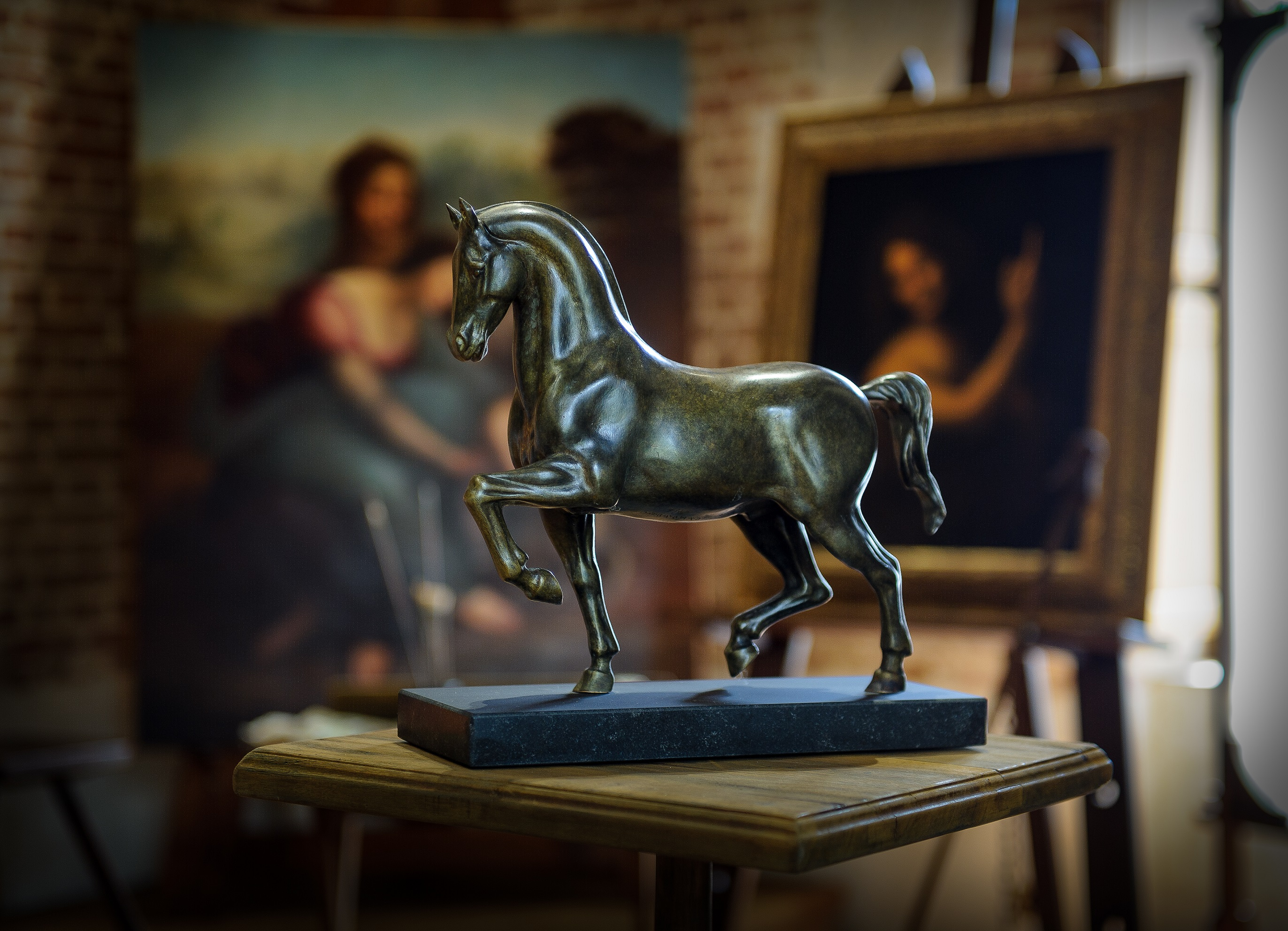
Уменьшённая модель. Дом-музей Леонардо да Винчи. Кло-Люсе, Франция
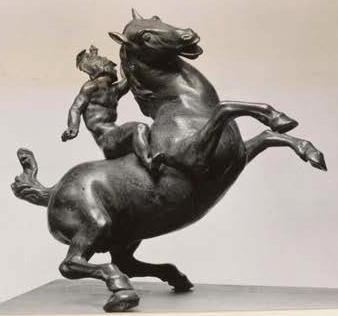
Модель памятника Ф. Сфорца по рисунку Леонардо да Винчи. Ок. 1512 г. Бронза. Музей изобразительных искусств, Будапешт
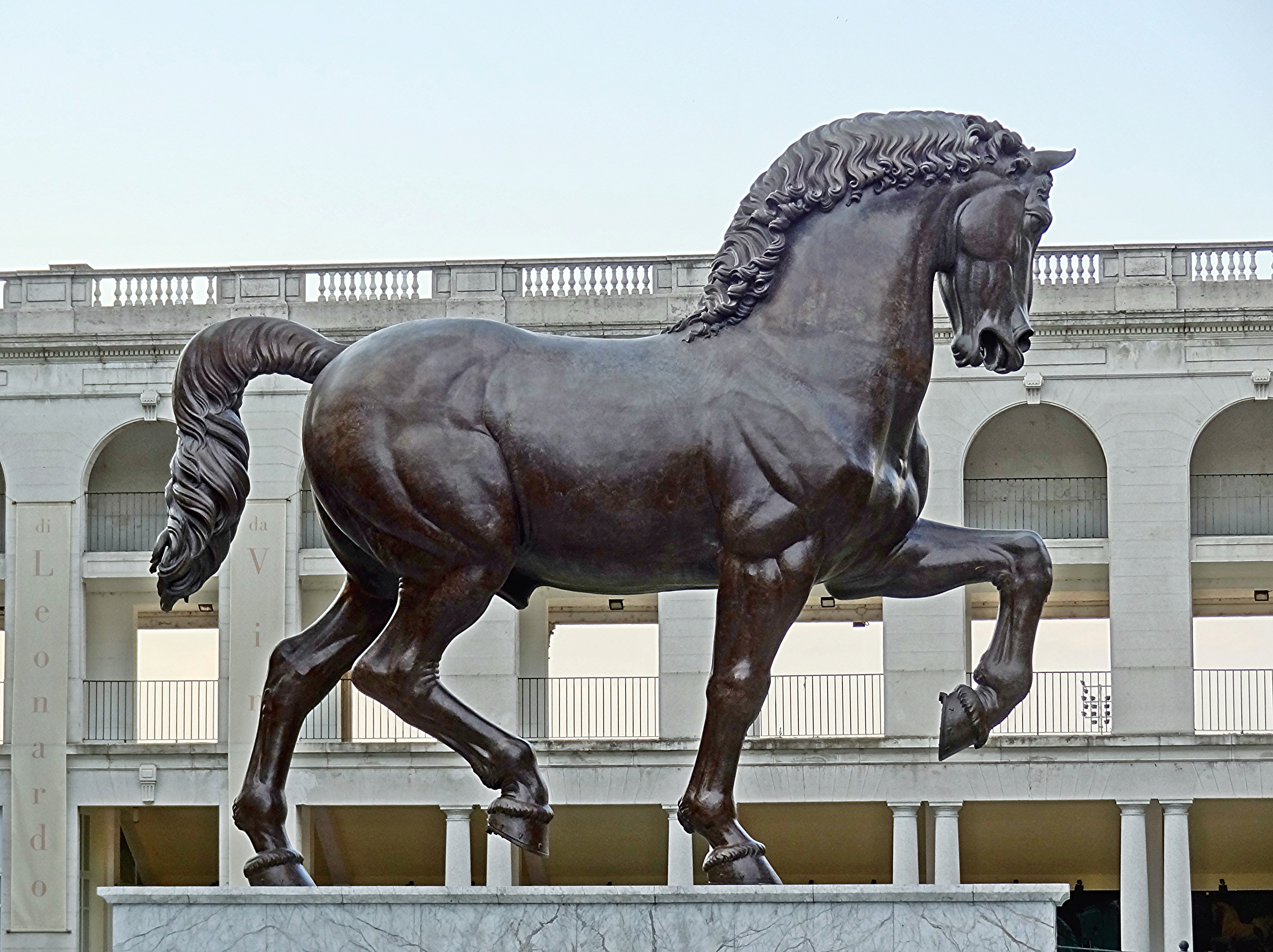
Современная реконструкция. 1999. Бронза. Ипподром Сан-Сиро, Милан